# جون لينيكر (لاعب كرة قدم)
جون لينيكر (بالإنجليزية: John Linacre)‏ هو لاعب كرة قدم بريطاني في مركز الوسط، ولد في 13 ديسمبر 1955 في ميدلزبرة في المملكة المتحدة. لعب مع نادي هارتلبول يونايتد وهامرون سبارتانز.